# Dodderhill
Dodderhill est une localité anglaise située dans le comté du Worcestershire.